# 库斯赫塔吉
库斯赫塔吉（Kushtagi），是印度卡纳塔克邦Koppal县的一个城镇。总人口21180（2001年）。

## 人口
该地2001年总人口21180人，其中男性10763人，女性10417人；0—6岁人口3048人，其中男1488人，女1560人；识字率63.81%，其中男性为72.79%，女性为54.55%。